# Funkcje socjalne państwa
Funkcje socjalne państwa – całokształt działalności w socjalnej sferze stosunków społecznych zmierzająca do zabezpieczenia społecznego jednostek ludzkich. Obejmuje ona przede wszystkim działania na rzecz ubezpieczeń społecznych, ochrony zdrowia, pomocy społecznej, a także rozwiązania problemu wykorzystania zasobów ludzkich, stworzenia odpowiednich warunków pracy i bytowania ludzkiego. Państwo jest zainteresowane w zapewnieniu pokoju społecznego i przeciwdziałaniu powstawania niepokojów społecznych. Podejmując kwestie zabezpieczenia społecznego, zmierza do zapewnienia minimum socjalnego jednostkom ludzkim i znośnego bytowania grupom ludzkim. Poziom tego zabezpieczenia zależny jest od możliwości świadczeń państwa na drodze odpowiedniego ustawodawstwa i poprzez działania instytucji socjalnych. W ostatecznej instancji, zabezpieczenia społeczne zależą od stopnia rozwoju gospodarczego państwa, który pozwala na wzięcie pod opiekę mniejszej lub większej liczby obywateli potrzebujących pomocy, a także polityki podziału wypracowanego dochodu narodowego.

## Instytucje systemu zabezpieczeń społecznych
Poniższe środki pozwalają państwu na wymuszanie określonych zachowań podmiotów gospodarczych i pracowników, by zmniejszyć skutki nieszczęśliwych wypadków w działaniach wytwórczych. Na funkcję socjalną państwa składają się rozległe działania mające na względzie zapewnienie obywatelom cywilizowanych warunków pracy i godziwego za nią wynagrodzenia, zapewnienia ochrony zdrowia, minimum egzystencji, a także ochronę środowiska naturalnego przed nadmiernym zanieczyszczeniem.

### Ubezpieczenia społeczne
Stworzone przez państwo ubezpieczenia społeczne są obowiązkowe i powszechne. W cywilizowanych społeczeństwach obejmują świadczenia na rzecz rodziny, ludzi starych, niezdolnych do pracy, świadczenia w przypadku choroby, wypadku przy pracy. Świadczenia z ubezpieczenia społecznego związane z macierzyństwem i opieką nad dzieckiem obejmują: zasiłek porodowy, zasiłek macierzyński, zasiłek wychowawczy, zasiłek opiekuńczy. Świadczenia dla ludzi starych i niezdolnych do pracy są to: emerytury, renty inwalidzkie, renty rodzinne, świadczenia dla kombatantów i inwalidów wojennych. Świadczeniami emerytur i rent objęci są też rolnicy (w Polsce patrz: KRUS).

### Ochrona zdrowia
Ochrona zdrowia obejmuje działania do zapewnienia opieki zdrowotnej, pomocy medycznej i opieki społecznej ludności. W wielu państwach współczesnych, zwłaszcza wysoko rozwiniętych europejskich, obowiązek ochrony zdrowia przejęło państwo, które też zobowiązane jest do kształtowania właściwych warunków zdrowotnych środowiska człowieka. Prawo do ochrony zdrowia jest prawem obywatelskim, stąd powinność państwa do aktywności na rzecz spełnienia wynikających z tego powinności. Opieka zdrowotna obejmuje leczenie szpitalne i ambulatoryjne oraz w przychodniach lekarskich.

### Pomoc społeczna
Podejmują ją instytucje publiczne, ściśle współdziałając z organizacjami charytatywnymi i opiekuńczymi. Z pomocy korzystają ludzie starzy, niepełnosprawni, rodziny wielodzietne, rodziny alkoholików, sieroty z domu dziecka. W okresie transformacji ustrojowej państwa zmieniła się struktura korzystających z pomocy społecznej, na rzecz bezrobotnych. Zakres pomocy społecznej obejmuje świadczenia środowiskowe (zasiłki pieniężne różnego rodzaju, pomoc rzeczową, np. żywność, odzież, opał) i świadczenia instytucjonalne w formie pobytu w domach pomocy społecznej lub zakładzie opiekuńczym.

### Zapewnienie zatrudnienia siły ludzkiej
Zapewnienie zatrudnienia siły ludzkiej łączy się zarówno ze wspieraniem przez państwo nowych inwestycji i tworzenia miejsc pracy, jak również stworzeniem bodźców finansowych i form pomocy wspierających regionalną i sektorową mobilność siły ludzkiej. Działania zmierzają też do kształcenia i doskonalenia zawodowego oraz rozwinięcia poradnictwa zawodowego służącego do przekwalifikowania w branżach i zawodach.

### Polityka ochrony pracy państwa
Polityka ochrony pracy to podejmowanie działań mających na celu ochronę:
- stosunku pracy między pracodawcą a pracownikami (okres pracy itp.),
- pracowników przed niebezpieczeństwem związanym z funkcjonowaniem urządzeń oraz ryzykiem związanym z wykonywaniem zawodu (np. zatrucia, → choroba zawodowa),
- młodzieży pracującej (np. zakaz zatrudniania przed 15 rokiem),
- kobiet (np. zatrudnianie kobiet w gałęziach o trudnych warunkach pracy – górnictwo).

### Zabezpieczenia przed zagrożeniami pracy
Zabezpieczenia przed zagrożeniami pracy wymusza państwo przez wprowadzenie przymusowych środków:
- ubezpieczenia na wypadek bezrobocia (np. zasiłki dla bezrobotnych),
- zasiłki dla bezrobotnych nie objętych ubezpieczeniem (np. w wypadku utracenia uprawnienia do wypłat z tytułu ubezpieczenia na wypadek bezrobocia),
- ubezpieczenia chorobowe,
- ubezpieczenia od następstw nieszczęśliwych wypadków (np. działania zapobiegawcze wypadkom),
- ubezpieczenia emerytalne i rentowe.